# 遙號列車

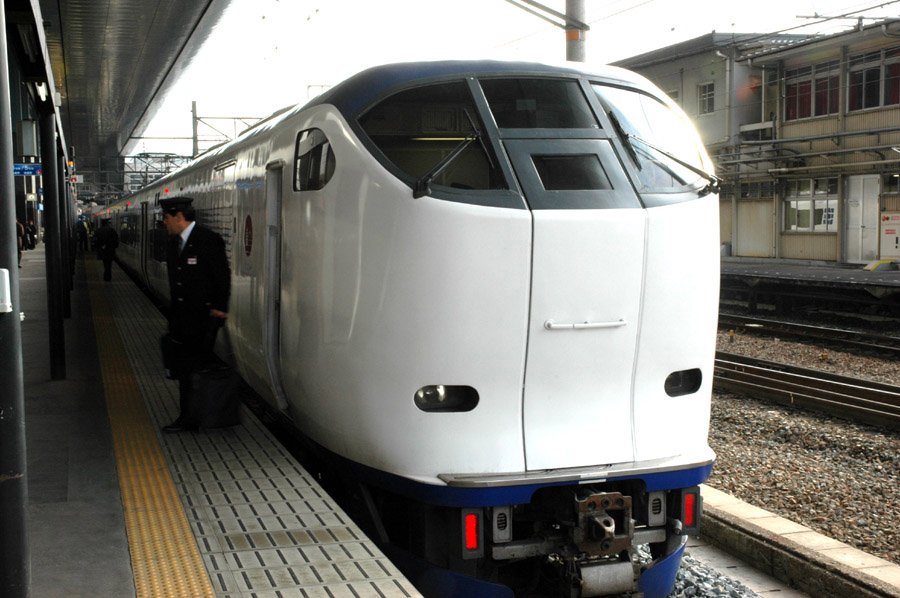
關空特急「遙」的一號車

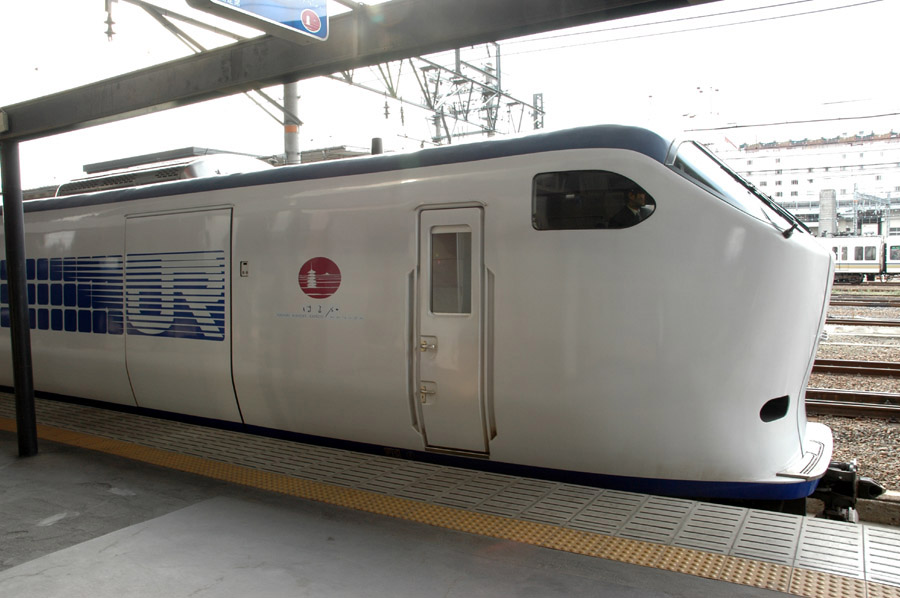
「遙」的車頭部位側面線條

「遥」（日语： Haruka */?）是一列隸屬於西日本旅客鐵道（JR西日本）的特急列車，或稱「遙遠號」。主要是行駛於東海道本線、大阪環狀線、阪和線與關西機場線上，作為接駁關西國際機場（関西国際空港，KIX / RJBB）與大阪、京都等都會地區的機場特快車。近年來為了增加利用率，曾在早晚通勤時間遙號列車的運行範圍還會延伸到更東北方的米原市一帶，直到今天依然繼續延伸到野洲市，提供往返於幾個關西都會區之間的通勤旅客更快速舒適的服務。

## 概要
遙號特急列車是JR系統用來連接關西國際機場的機場特快車，而同期登場提供類似服務的，還有隸屬南海電鐵的「快速號」特急列車（ラピート，其名稱「rapi:t」的語源是德語中「快速」（rapid）的音標）。除此之外在相同的路線上，尚有不屬於特急列車等級的一般快車「關空快速」。由於遙號原本是計畫作為京都、大阪地區到機場之間的快速列車使用，因此全都是由京都發車，沿途停站極少以求取最短的通車時間，自京都至機場平均費時只需80分鐘上下，以吸引商務旅客搭乘作為主要訴求，平均發車間隔介於20至30分鐘之間。
然而，由於關西國際機場啟用後使用的旅客數量不如預期，連帶地搭乘遙號特急的旅客也相對不足，為了刺激旅客的搭乘意願，JR西日本將該列車的服務範圍往比京都更東北方的琵琶湖東部沿岸地區延長。目前遙號的服務範圍最遠可抵達琵琶湖東岸的交通要衝米原市，且相對於自京都下行至機場的路段，米原～京都段的停站較密集，主要發車時間集中在朝時（自米原往京都方向）與黃昏至夜間（自京都往米原方向）。除了往米原方向的延長營運之外，在相同的通勤時段部分列車也會增停為在大阪與機場之間的和泉府中與日根野兩個車站，而成為串連了米原、京都、大阪與關西機場的商務特急列車。
遙號列車於2023年3月18日班次更改後停靠大阪站新建的21號及24號地下月台。特別值得一提的是，與駛往和歌山方向的黑潮號（くろしお，Kuroshio）、海洋之箭號（オーシャンアロー，Ocean Arrow）等特急列車同樣，從前在行經大阪地區時遙號並沒有如一般的鐵路列車般在大阪內停靠，而是停靠在專為接駁新幹線而修築的新大阪內。這主要的原因是按照從前大阪內的線路構造，遙號特急是沒有辦法從大阪環狀線的線路轉入東海道本線京都方向（JR京都線）東行線，加上大阪內的線路非常繁忙，單是為了方便遙號特急在大阪環狀線和東海道本線之間的切換而大幅改動其他線路的時刻似乎並不可行，因此遙號特急被迫繞道行駛東海道本線的貨運用支線——梅田貨物線進入東海道本線。不過目前梅田貨物車站與大阪的北側正進行大規模的再開發計畫，梅田貨物線部份地下化，而可建造供大阪專用的地下月台，得以提供關西機場、和歌山方面的列車線路與月台。
在新大阪內，於1號及2號新月台啟用前，無論是駛往關西機場方向的下行列車，還是駛往京都方向的上行列車，都是在同一個月台停靠。為了避免混淆，特別將駛往機場的列車標示為「關空特急」，而駛往京都的列車則標示為一般的「特急」，來作為區隔。即使現時所有列車上行停1號月台，下行停3號月台，列車標示方式仍沒有任何變化。
在京都內，京都到開的班次固定停靠30號月台(30番線)，京都往關西機場班次與多數列車不同，是走嵯峨野線經過京都貨物車站內的貨物線，到向日町才轉進東海道本線(此段又通稱JR京都線)，茨木過後轉進複複線經過吹田號誌站後，經由梅田貨物線進入大阪環狀線。
JR西日本販售的「關西地區鐵路周遊券」雖原則僅能搭乘指定範圍內的新快速、快速及普通列車，但例外可搭乘遙號的自由席車廂。不過因為自由席車廂多半僅2~3節，故常出現指定席車廂旅客不多，自由席車廂站滿旅客的情況。
2019 年 6 月 21 日，JR西日本宣布，为应对近期访日外国游客数量的增加，计划在 2020 年春季之前增加 6列附属编组（三节编组列车），并将所有遥号列车增编为九节编组列车。 据宣布，增加的附属列车将是一种新型列车（271系），具有强化的防撞和减震结构，并加强了车厢内的服务，并于 2020 年 3 月 14 日开始商业运营。

### 名称由来
列车开始运行前，列车名称向公众公募，然后从约35,000份公众申请中选出了列车名称。最后，它被宣传为可以想象为“天空”的火车，因为它是通往机场的列车，而且因为它是往返京都的“古都”，所以它具有“日本性”和“はんなりと”等日本形象。此外，申请数量排名第一的是“流星”（315个），第二名是“Habataki”（311个），第三名是“Izumi”（Izumi / Izumi，包括307例），“Haruka”是171个。

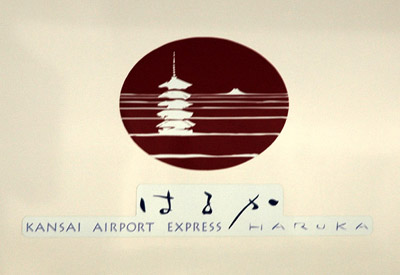
以東寺的五重塔為意象，非常有京都文化風味的專屬車身標誌
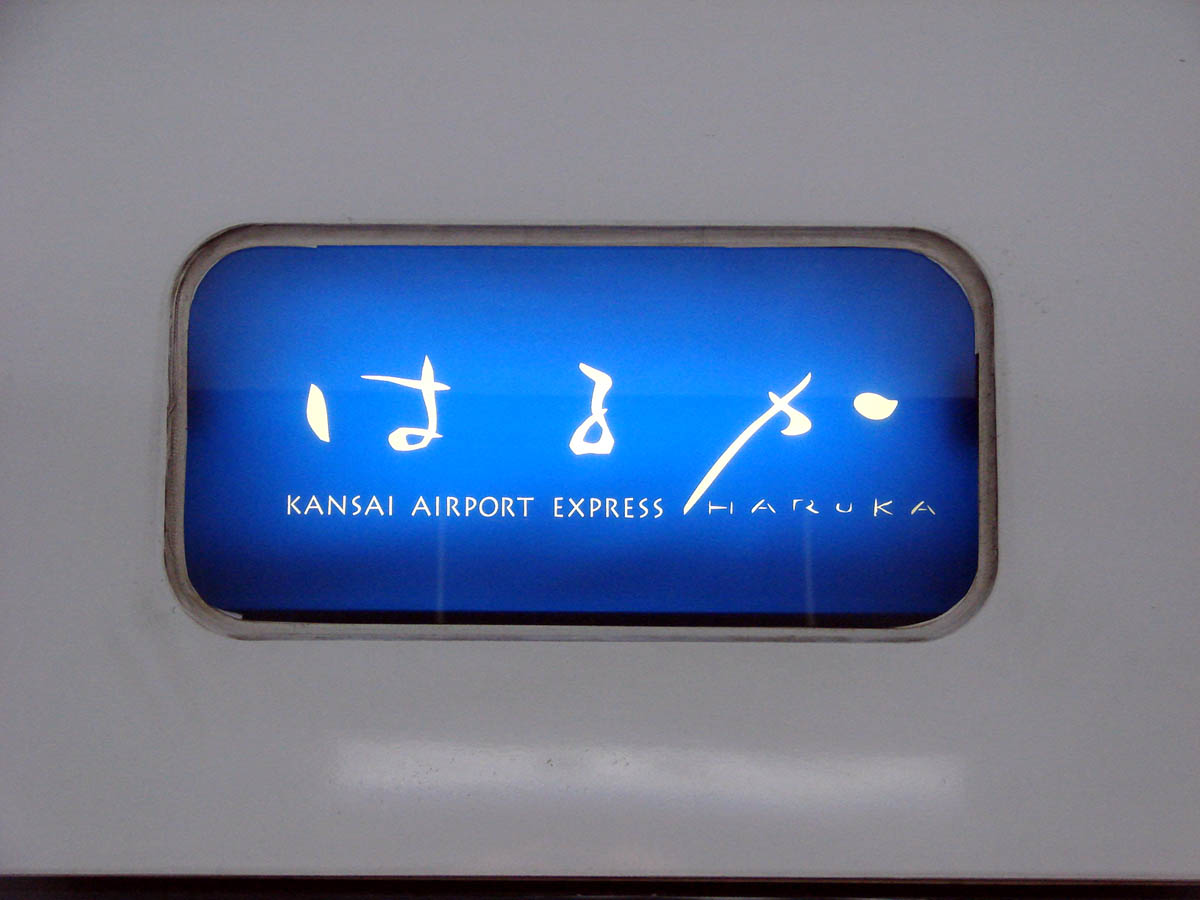
种别表示幕（281系）
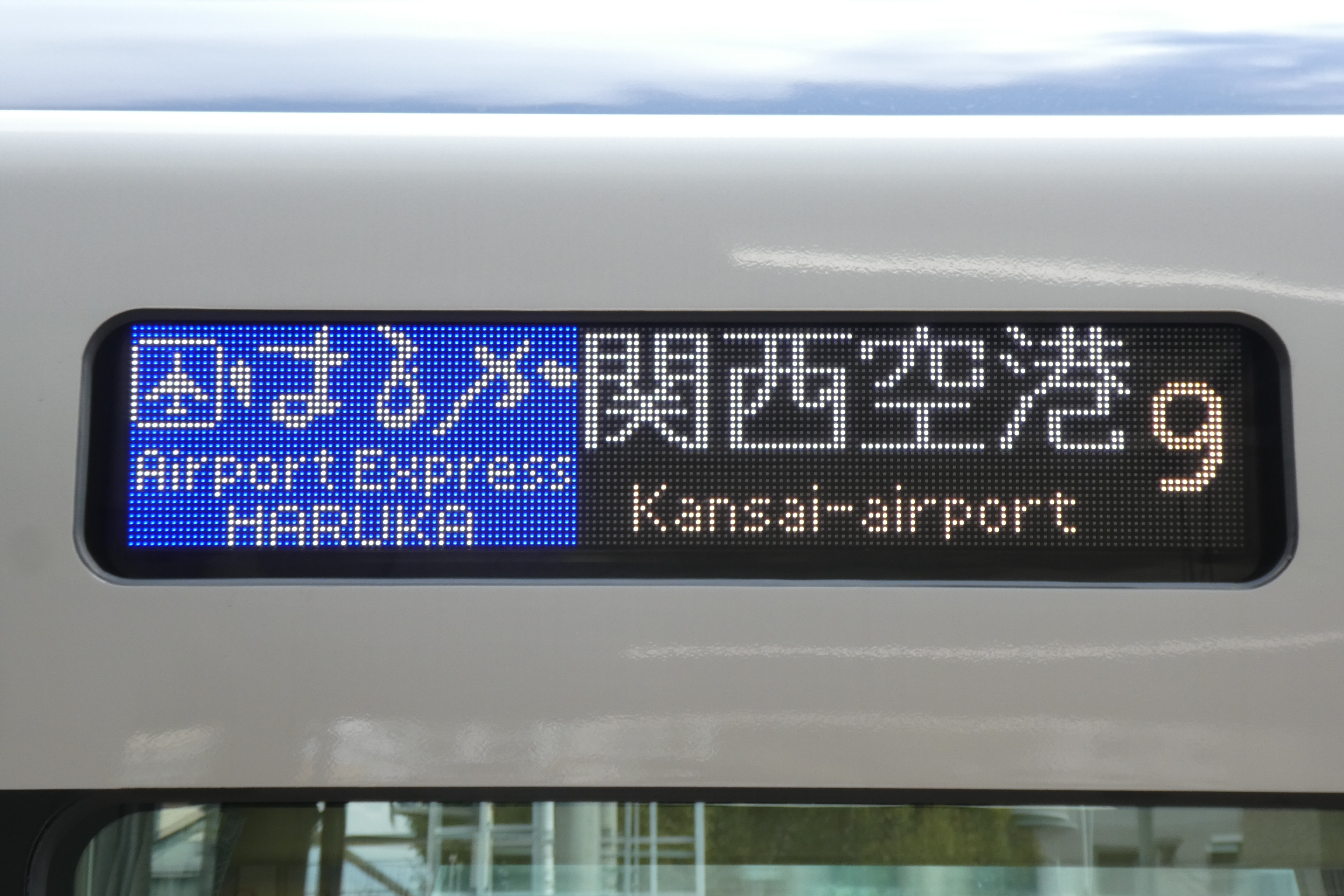
271系侧面的LED方向幕

## 运行概况
2022年11月1日之后的运行情况大致如下：

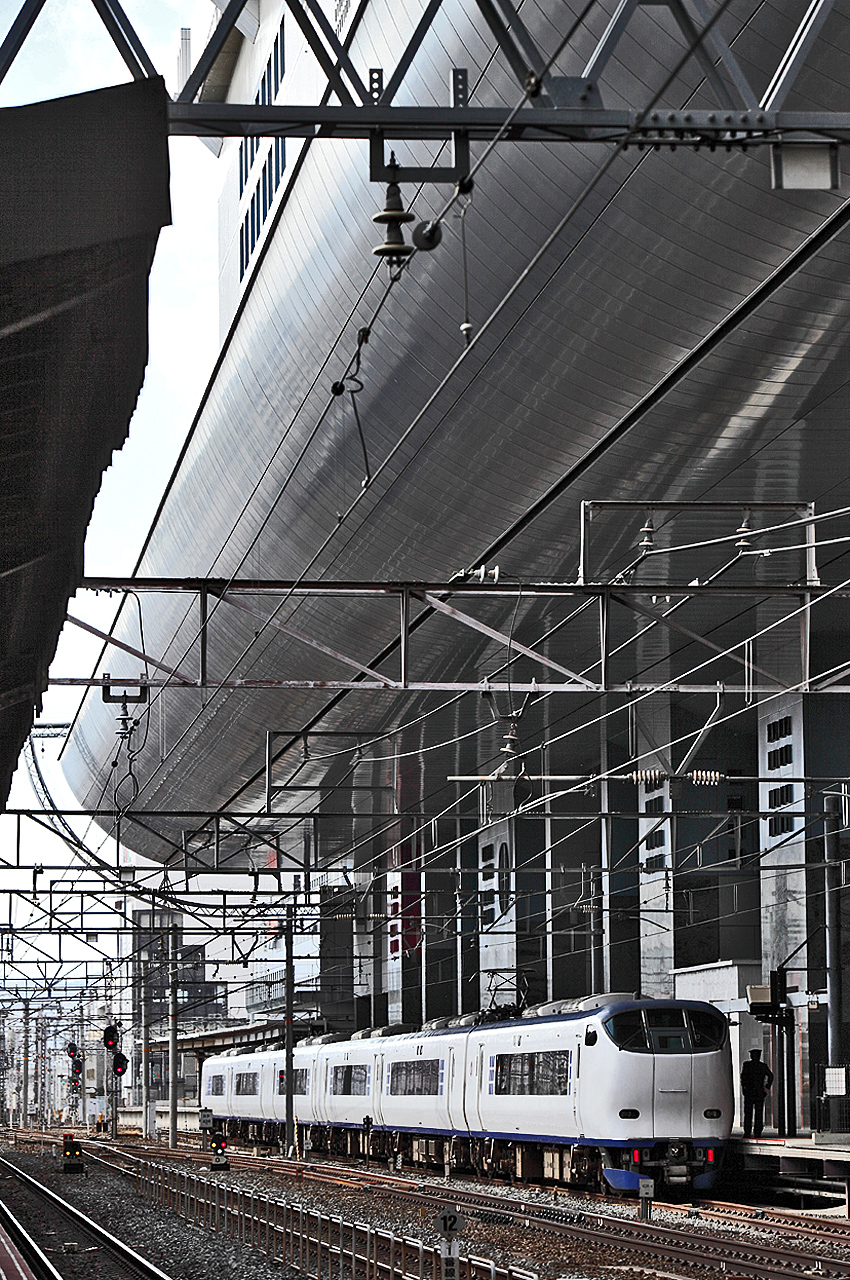
停靠在京都站30站台的“遥”

基本上，每天在京都站和关西机场站之间运营30个往返班次，早上开往关西国际机场的3号车次从草津站发车，9号和11号车次从野洲站发车，晚上的50号和54号车次从关西机场开往野洲。 列车编号为10xxM（临时列车从8060开始），最后两位数字与该列车组的编号一致（临时列车的编号需加上7980）。
与特急列车“黑潮”一样，该列车停靠东海道·山阳新干线的新大阪站，但不经过大阪站，因为该列车要经过大阪站北侧的梅田货物线。但由于2023年3月18日的时刻表修订，该列车现在将进入大阪站的地下站台（暂称为梅北地下站）。 不过，由于梅田货运线没有自己的运营里程，因此在计算票价时，运营里程是按照从东海道本线经由大阪站进入大阪环状线来计算的。 不过，大阪环状线在计算票价和费用时有一个特殊的例外情况：大阪站至天王寺站之间的线路实际上经过西九条站（运营公里数为11.0公里），但运营公里数则按照通过鹤桥站（运营公里数为10.7公里）计算。
在运营之初，由于需求趋势的不确定性，一些列车计划在新大阪站终到和始发。但实际上，新大阪站出发和终到的列车也会作为临时列车运营，每天在新大阪站和京都站之间运行，因此几乎所有列车实际上都从京都站出发和到达。 1996年3月16日，增加了一趟往返列车，从新大阪站出发和到达的列车也改为从京都站出发和到达。 1995年，开行了一趟往返草津站的特别列车。
自2001年3月3日起，部分列车还会在可换乘去往日本环球影城的樱岛线的车站西九条站停靠，但在2010年3月13日的时刻表修订中取消了这一停靠站点，并将日间的六趟往返列车改为每日运行的临时列车，自2011年3月12日的时刻表修订起也是如此。 从那时起，这些列车仅在繁忙时段作为临时列车运营。随后，在大量进入关西空港的乘客使用该列车的背景下，从 2016 年 3 月 26 日的时刻表修订开始，这些列车再次成为定期运行的列车。在2021年3月13日的时刻表修订中，由于新型冠状病毒的传播导致对利用情况的重新审视，从京都站和关西机场站出发的所有10:00-16:00列车以及16:00之后的约半数列车被普通列车取代。2022年7月1日，从京都站/关西机场站出发的10:00-16:00的约半数列车恢复运行，2022年11月1日，所有停运列车恢复运行。

### 运行路径

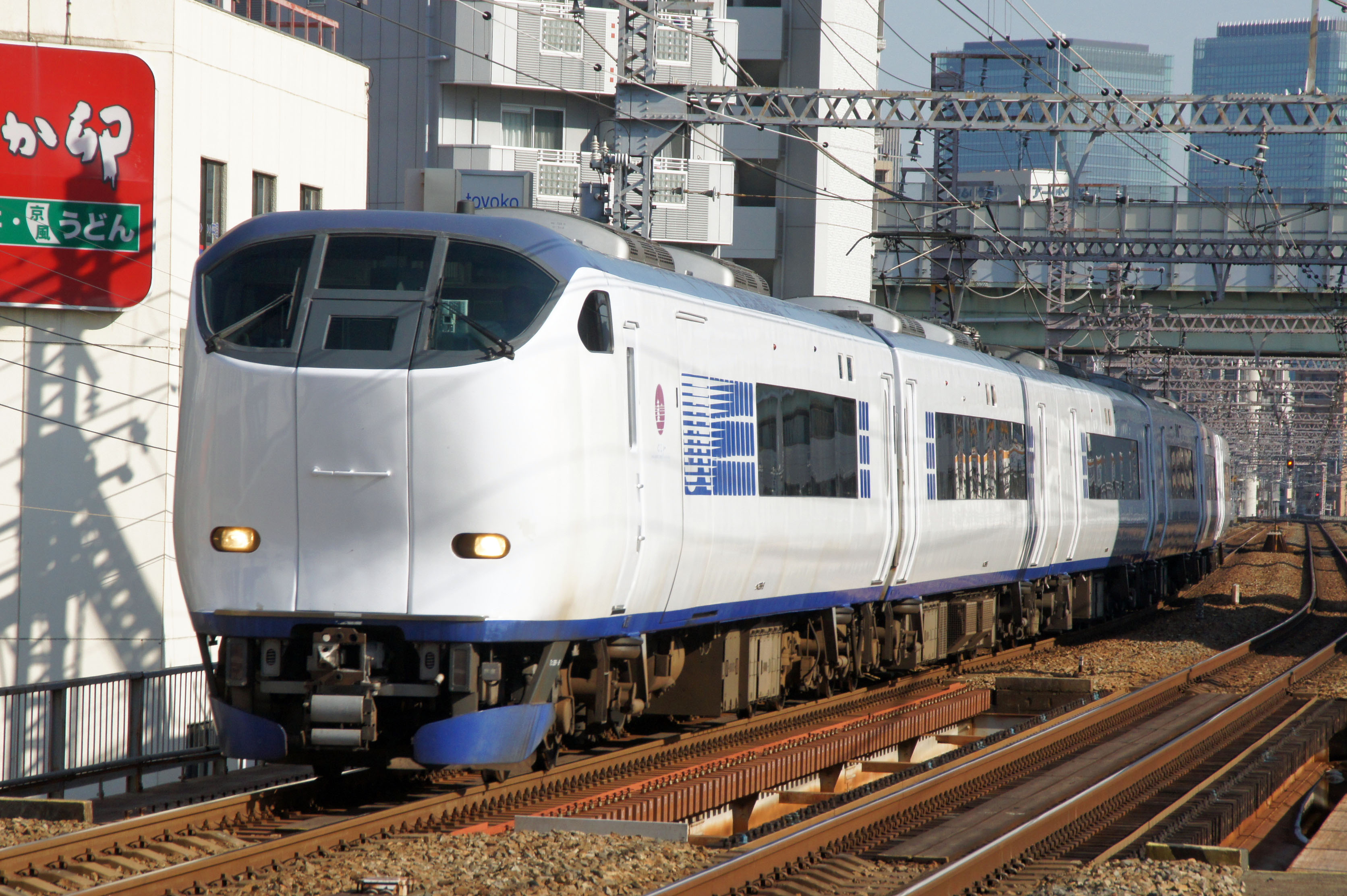
行驶在梅田货运线的281系“遥”

从京都站出发和终到的车次均使用位于车站西侧的30号站台。 因此，从京都出发的列车首先在嵯峨野线轨道上运行，从京都货运站附近进入货运线运行，在桂川站附近上方越过东海道本线（JR京都线），在向日町站附近进入JR京都线的下行外侧线（电车线）。然后从茨木站再次穿越JR京都线的双复线，进入吹田信号站，进而转到梅田货物线上运行。
在新大阪站，列车会在3号站台停靠乘降，并在大阪站地下站台的21号站台停靠。列车经过福岛站时，运行在大阪环状线的外侧的侧线。列车会经过西九条站2号、3号或者4号站台，然后进入大阪环状线内环行驶。在新今宫站前，转入关西本线（JR大和路线）行驶，并经过该车站的2号站台，然后经过天王寺站的15号站台（关西本线站台），通过较短的关西本线与阪和线的联络线进入阪和线。最后列车从日根野站进入关西机场线，到达关西机场站。
另一方面，从关西机场出发的列车从关西机场线到达日根野站的4号站台并进入阪和线。在天王寺站前，列车从联络线进入该站的18号站台（关西本线站台）进行乘降办客。经过新今宫站3号站台之后，列车会转入大阪环状线的外环行驶，从西九条站外穿过第二条铁道，进入梅田货运线，会停靠在大阪站地下站台24号站台。在新大阪站1号站台停车乘降后，进入JR京都线外侧线（电车线）行驶直到京都站。 但是，往返草津站和野洲站的列车将在JR京都线的上下行的外侧线上运行。在京都站，去往野洲的车次停靠0号站台，去往草津的车次会停靠6号和7号站台。

### 停靠車站
野洲 - 守山 - 草津 - 石山 - 大津 - 山科 - 京都 -（高槻）- 新大阪 - 大阪 - 天王寺 -（和泉府中） - （日根野） - 關西機場

- 以符號標示的車站，僅有部分班次停靠。
- 高槻站每天早上有四班下行列车，晚上有十班上行列车。
- 和泉府中站和日根野站有6趟早班车和9趟晚班车在上行途中停靠。
- 米原直通時代時停車站包括米原 - 彦根 - 近江八幡 - 野洲。

过去，列车运行在新大阪站和西九条站之间（2010 年 3 月前有部分列车在此停靠，但现在所有列车都在此经过）时，不经过大阪站，而是经过东海道本线的一条支线（梅田货物线）。 此后，随着线路地下化，以及大阪站地下站台的设置，从 2023 年 3 月 18 日的时刻表修订开始，所有列车都开始停靠大阪站。

### 使用車輛・编组

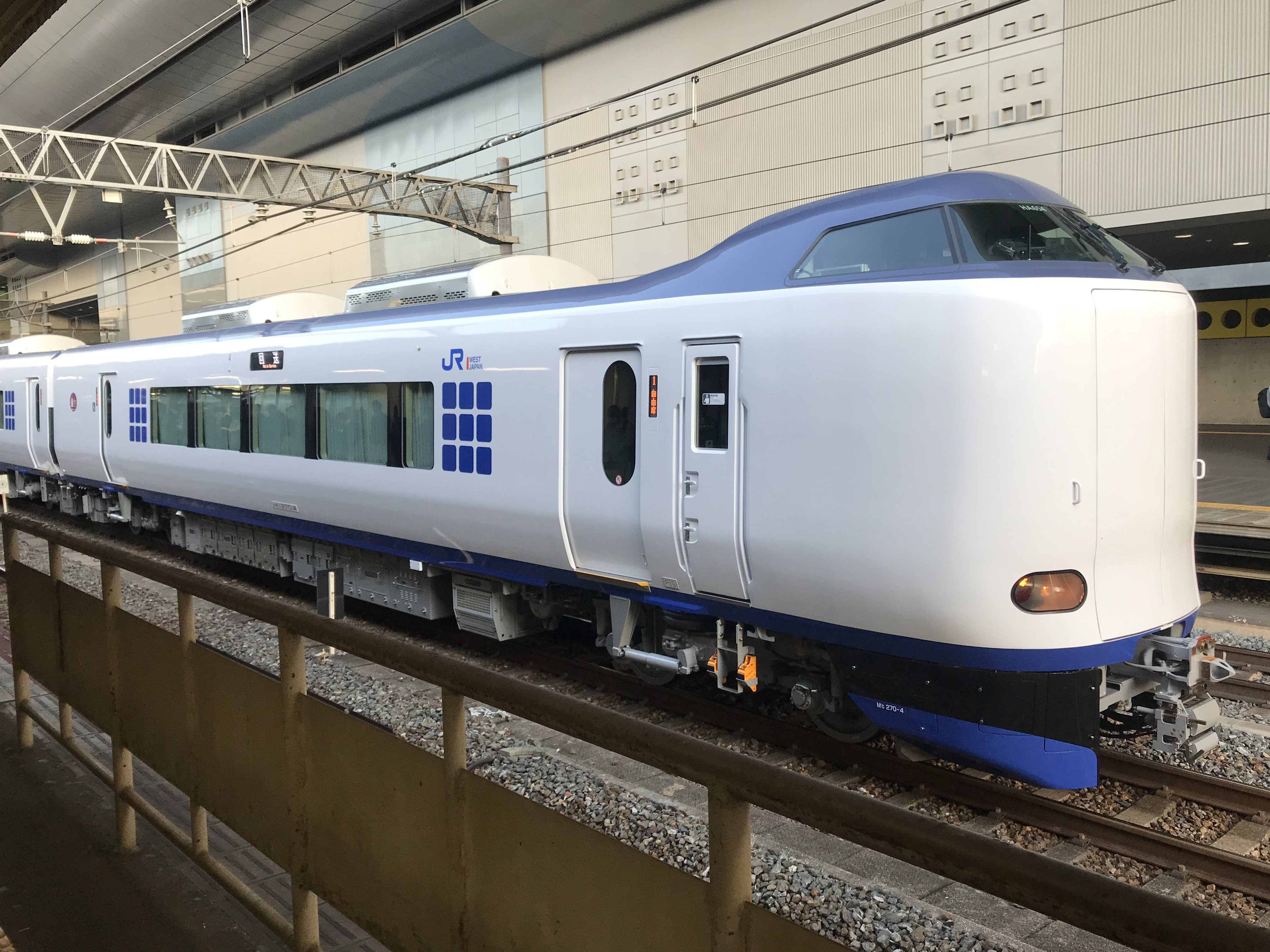
2020年3月14日投入运营的271系

與關東地區著名的機場快車「成田特快」（Narita EXpress）類似，遙號列車所採用的281系也是專用在此路線上的特製車輛。
运营开始的时候，该列车只使用新制造的专用列车281系运营，并以6节车厢或9节车厢的编组运行。但由于乘客人数增加，在附属列车中引进了271系列车，并于2020年3月 14日修订了时刻表，所有列车均以9节车厢运行，从而提高了运输能力。 然而，由于受新型冠状病毒感染的影响，访日外国游客数量减少，从同年4月1日起，所有列车减为6节车厢编组。 随后，从2021年3月13日起，只有两个上午的往返班次恢复了九节车厢列车。 不过，九节车厢列车由一列六节车厢的基本列车和一列三节车厢的附属列车组合而成，两列列车之间没有贯通门。 
最初，列车以7辆或8辆编组运行，并在客流量大的时段插入备用中间车厢，但由于运输性能良好，1995年列车改为6辆编组，并增加了一个中间车厢，同时还增加了三个3辆附属编组。
绿车在1号车厢，自由席一般在5-6号车厢，但可能因列车而异。 开通之初，所有车厢都是指定席车厢，以五节车厢编组运行，关西机场方向的第一节车厢（5号）为绿色车厢。 由于京都市航空站（Kyoto CAT）于2002年10月1日关闭，需要运送行李，因此列车编组发生了变化，1号车厢变成了绿车。 从1998年12月1日起开始提供自由席。 这一方面是为了防止乘客因航班延误或入境手续延误而错过开往京都的列车，造成特急列车车票的浪费，另一方面也是为了简化特快列车车票的相关手续。 这也是应对市场份额下降的措施（当时，豪华巴士的市场份额正在增加），因为前往机场的时间是明确的，设置自由席可有效降低价格。需要注意的是，由于上述原因，在2017年10月21日之前，4号车厢京都方向为自由席，关西机场方向为指定席（部分例外）。 由于访日外国游客数量的增加，自由席出现了明显的拥挤现象，因此从2019年3月 16日的时刻表修订开始，3号车厢仅在白天的上行列车上改为自由席。 在这种情况下，只有3号车厢的轮椅专用座位被视为指定座席。 为解决这一问题，新的271系列列车被添加到车队中，使所有列车都成为9辆编组列车，并于2020年3月14日投入使用。
在年底和新年假期等客流量大的时期，有时会出现3节车厢附属编组不足的情况，因此会从一些6节车厢基本编组中抽出3节中间车厢，插入其他6节车厢基本编组，组成9节车厢的贯通编组。 其余3节车厢也可作为辅助编组加入其他6节车厢基本编组，组成不规则的9节车厢编组，从而形成两节绿车相连的列车。

涂装前的外观
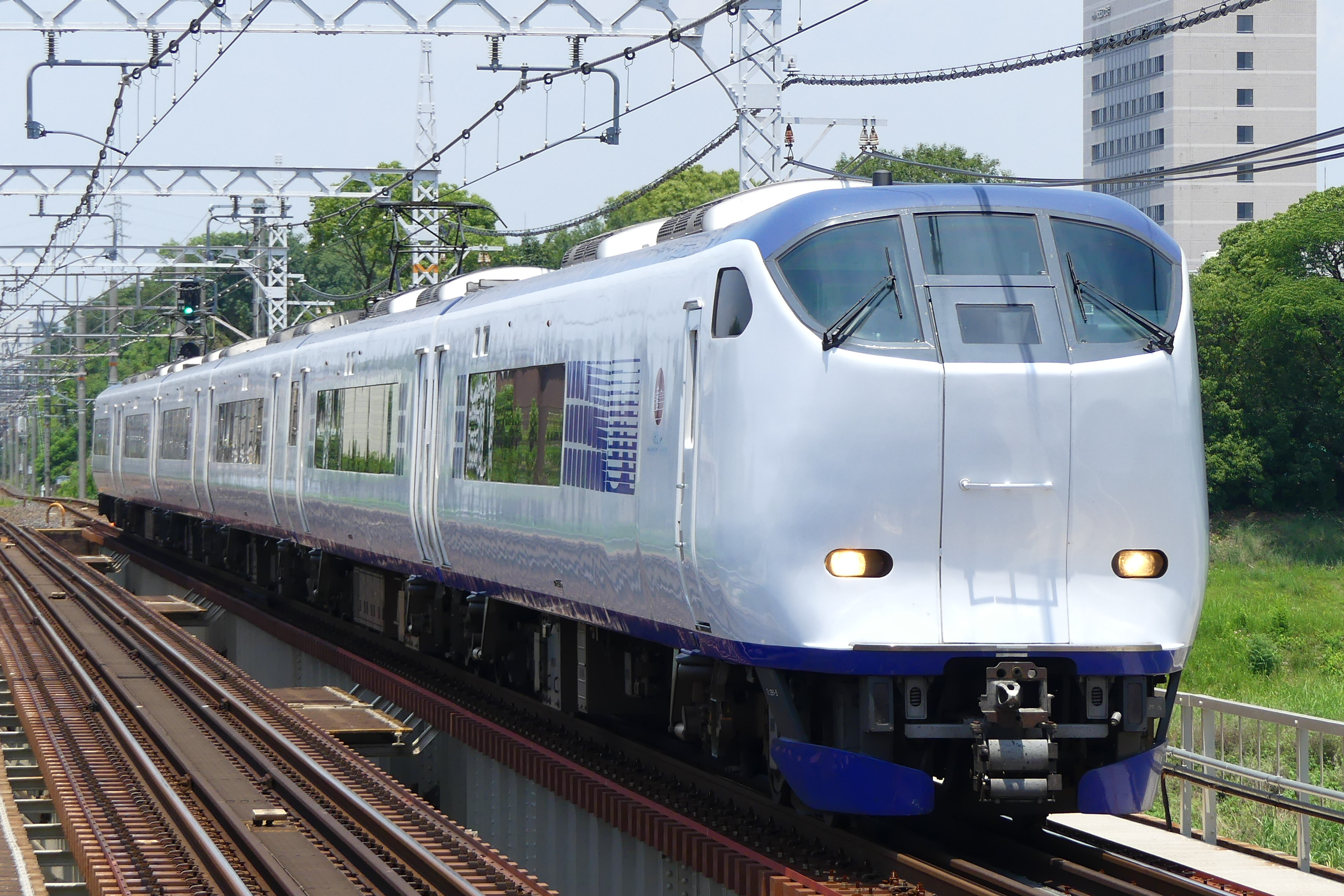
281系
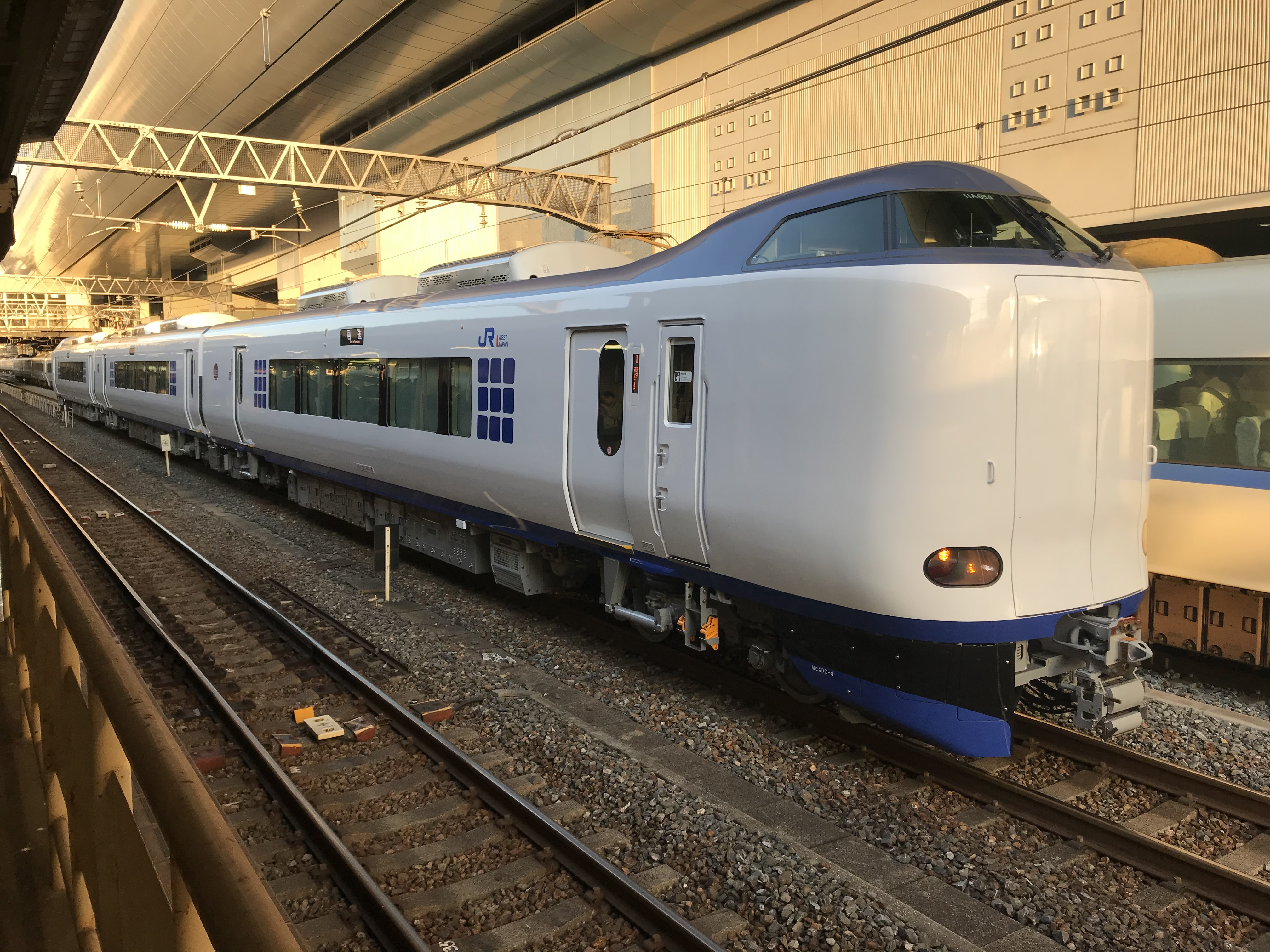
271系

涂装后的外观
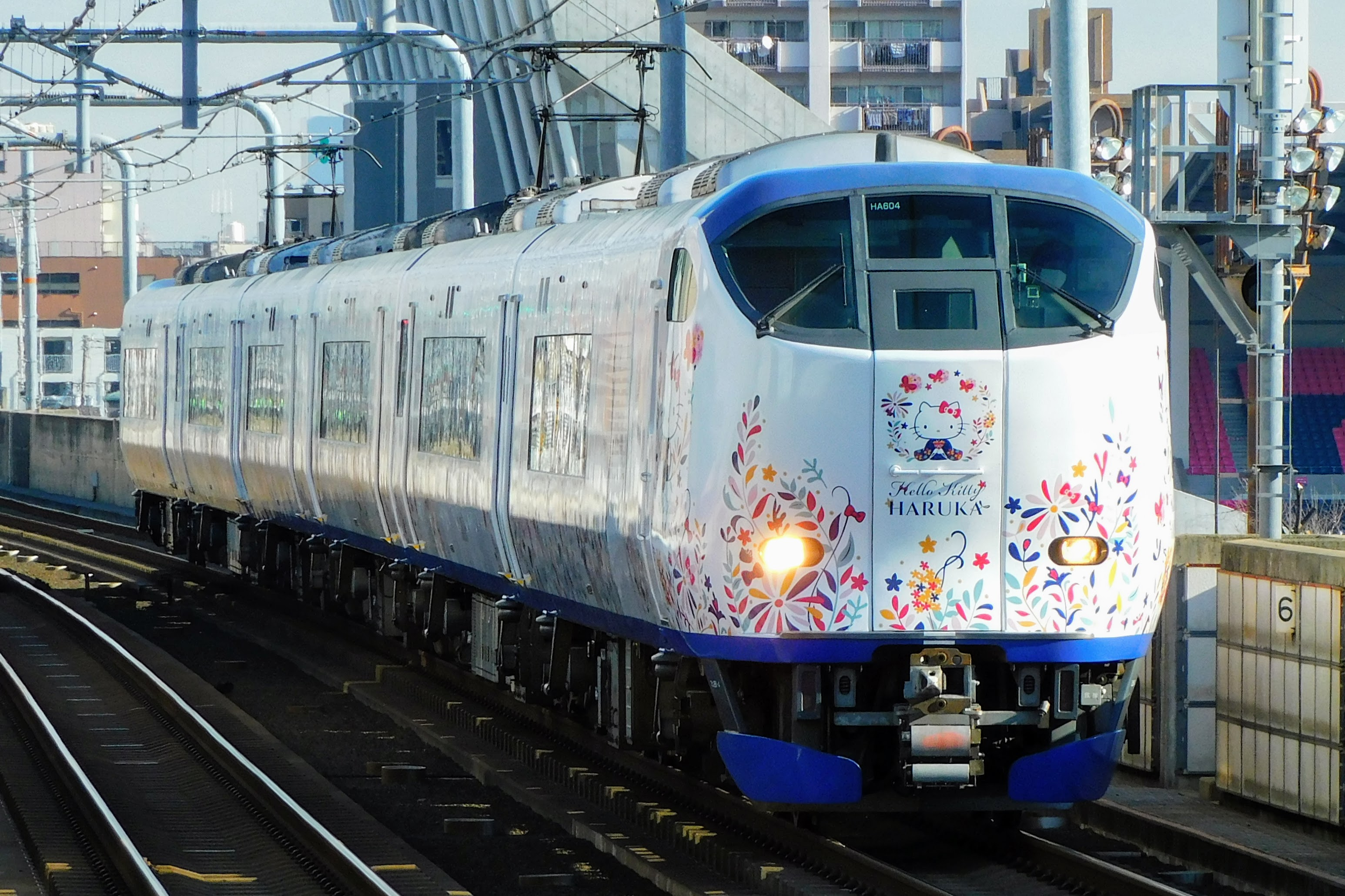
281系 DESIGN1 Butterfly
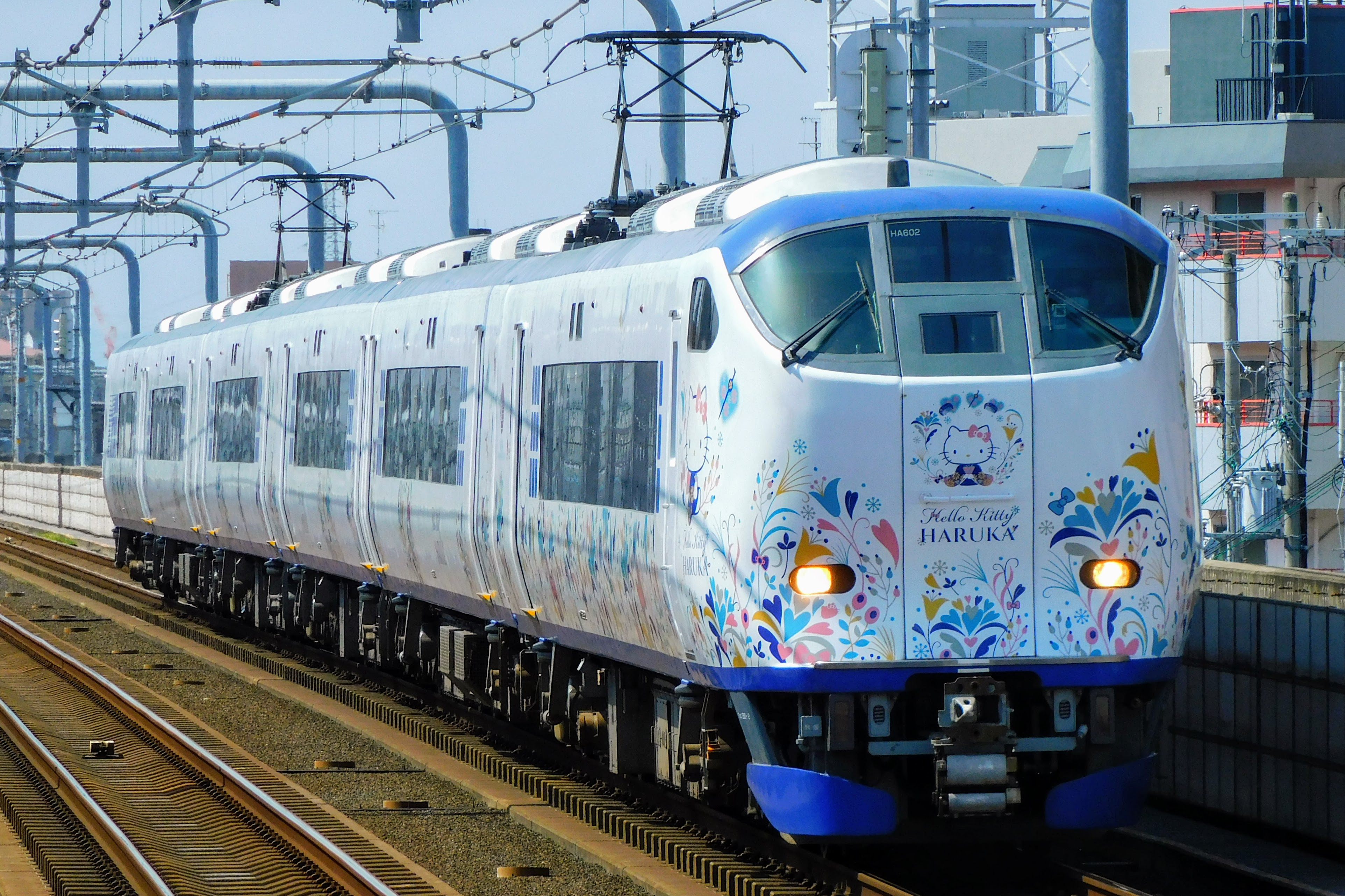
281系 DESIGN3 Kanzashi
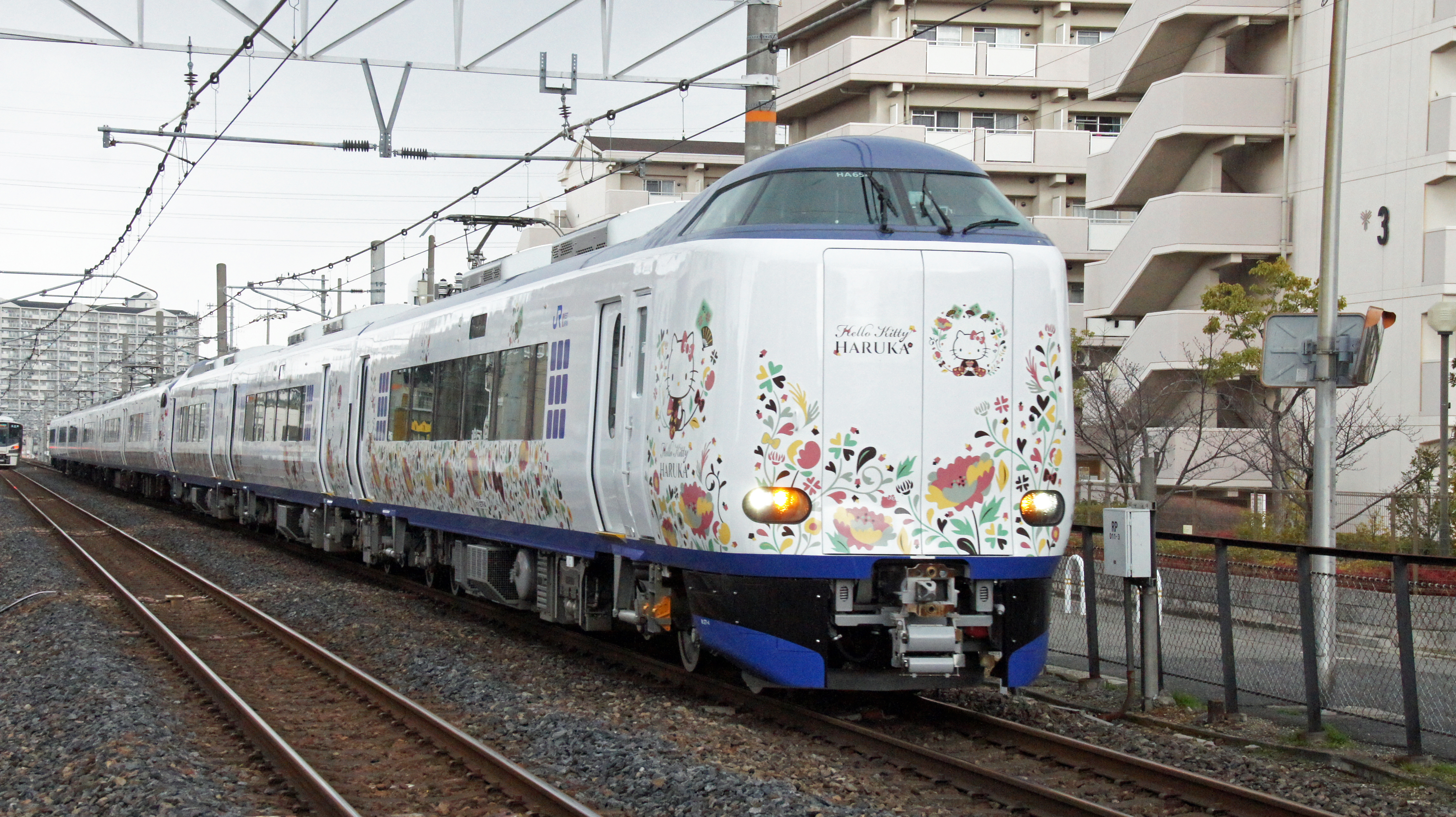
271系 DESIGN4 Ougi

### 运行时长

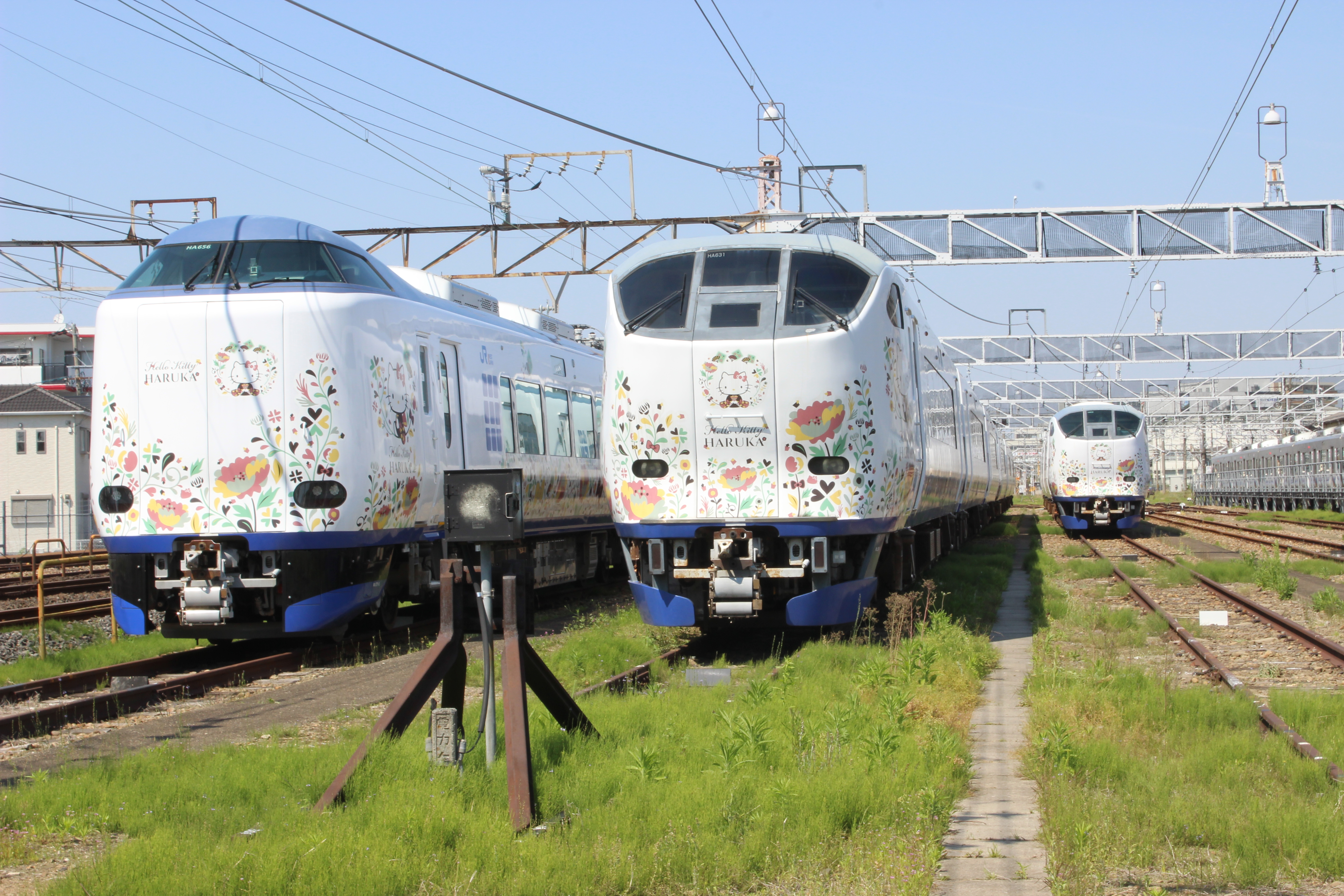
由于新型冠状病毒感染的影响而不再使用的“遥”的附属编成 271和281系

京都与关西机场之间的上下行列车白天的行车时间均为80分钟。 另一方面，在早晨、傍晚和夜间，由于高峰时段以及在新大阪站、大阪站和天王寺站以外的停车，运行时间会增加到85-90分钟，其中平日运行时间最长的2号班次，运行时间为100分钟。 顺便一提，周末和节假日在同一路段运行的11号列车用时最短，仅需74分钟（均以2023年3月修订的时刻表为准）。 京都站和新大阪站之间的下行列车比上行列车慢几分钟，这是因为货运线路的速度限制（京都站和桂川站之间的最高运行速度为85公里每小时，茨木站和新大阪站之间的最高运行速度为110公里每小时），最快的列车在这个区间内也需要27分钟行驶。  因此，它会比同时从京都站出发的新快速列车晚4分钟到达新大阪站和大阪站。
如上所述，由于线路复杂、梅田货运线存在单轨路段、以及在新大阪站与大阪东线的列车一起行驶、在西九条站与大阪环状线和樱岛线（JR梦咲线）的列车在同路线上行驶，列车时刻表经常会被打乱。

## 特急票价费用
A特急费用票价适用于全区间。
在运营之初，在日根野和关西机场之间适用A特急费用票价，但从2013年3月（平成25年）开始，B特急费用票价的适用范围扩大到同一部分。 在2023年3月31日之前，京都和关西机场之间适用B特急费用票价。

## 歷史
- 1994年9月4日：伴隨關西國際機場的啟用，遙號特急列車正式開始營運作為機場與都市地區的聯絡快車。與大部分的機場專用特快車類似，初期運行時的遙號列車是採全車皆為指定席（預先劃位座）配置。
- 1995年：以臨時列車的定位，開始有早上自草津車站（琵琶湖線）發車往機場方向，夜間自機場發車回送的延長路線班次，以強化琵琶湖沿線地區與關西國際機場間的連結。
- 1998年
  - 3月14日：駛往關西機場方向的遙49號至59號列車，與關西機場發車的遙2、4、6號列車，開始在日根野車站停靠。
  - 12月1日：全部列車皆增設自由席（無預先劃位座）。
- 2001年3月3日：為了接駁駛往日本環球影城的櫻島線，9時30分以後通過西九條車站的所有遙號列車（除了遙8號列車例外）都開始在此站停靠。
- 2002年
  - 8月31日：伴隨京都市區機場航站（K-CAT）的結束，遙號列車停辦京都車站預先報到之託送行李服務。
  - 10月1日：伴隨新版的時刻表更新，遙號列車的頭尾方向做了對調，原本配置在關西機場端的綠色車廂（頭等艙）被改為配置在京都車站端。
- 2003年
  - 3月15日：駛往關西機場的遙49至59號列車，與自關西機場發車的遙2、4、6號列車開始在和泉府中車站停靠，除此之外遙45號與47號還另外停靠日根野車站。
  - 6月1日：增發每日兩個往返、早晨時由米原經琵琶湖線（東海道本線一段）往關西機場方向行駛，黃昏時由機場往米原方向行駛的路線延長列車。
  - 10月1日：遙13號、8號開始在西九條車站停靠，且自由座位車廂的數量也由原本的兩節車廂增加到三節車廂。
- 2004年10月16日：米原車站與草津車站發車的列車開始在野洲車站與山科車站停靠。
- 2016年3月26日：JR西日本变更时刻表，高槻站的新月台啟用，部分車班增停高槻[24]。
- 2018年
  - 9月4日：受燕子颱風影響，關西國際機場聯絡橋遭走錨漂流的油輪撞擊而受損，遙號全面暫停行駛[25]。
  - 9月8日：關西機場線日根野站與臨空城站之間路段恢復通車，遙號所有班次從日根野站到開[26]。
  - 9月18日：機場連絡橋局部搶修完成，遙號所有班次恢復行駛至關西機場站[27]。
- 2019年3月16日：白天开往京都的3号车改为自由席。
- 2020年
  - 3月14日：JR西日本变更时刻表，271系电力动车组投入使用，全部班次統一為9輛編組。
  - 4月1日：因COVID-19的擴散，全班次縮減為6輛編組，以281系基本編組行駛。[17]
- 2023年
  - 3月18日：所有班次增加停靠大阪站地下月台。
  - 10月7日：7号车厢改为自由席[18]
- 2024年3月16日：每天运营的临时列车将变为普通列车[28]。

## 外部連結
- 特急列車「遙」官方介紹頁 （页面存档备份，存于）（日文，JR西日本 （页面存档备份，存于）子網）
- 特急列車「遙」中文搭乘紀錄 （页面存档备份，存于）（中文）